# 帕尔玛皇家歌剧院
帕尔玛皇家歌剧院（Teatro Regio di Parma），原名新公爵剧院（Nuovo Teatro Ducale），是意大利北部城市帕尔马的一个歌剧院和歌剧公司。有1400个座位，落成于1829年5月16日，立面为新古典主义风格。每年10月举办“威尔第音乐节”。

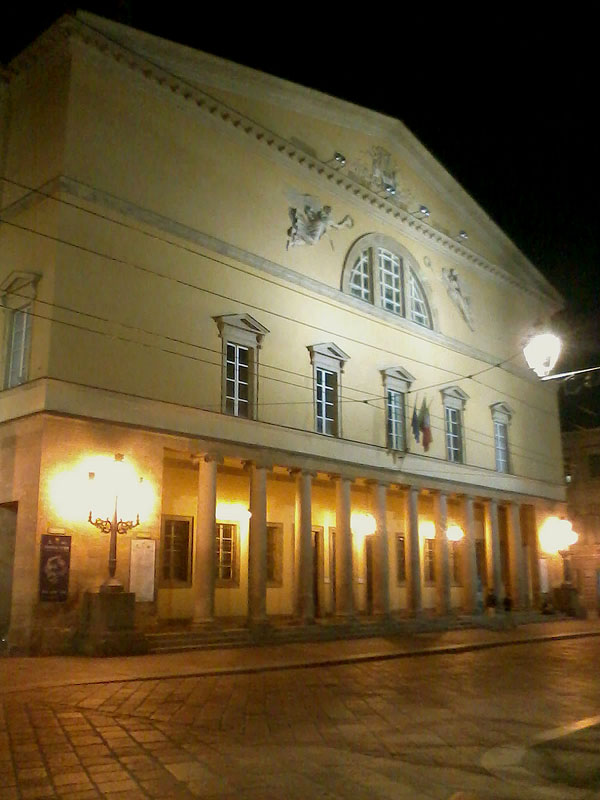
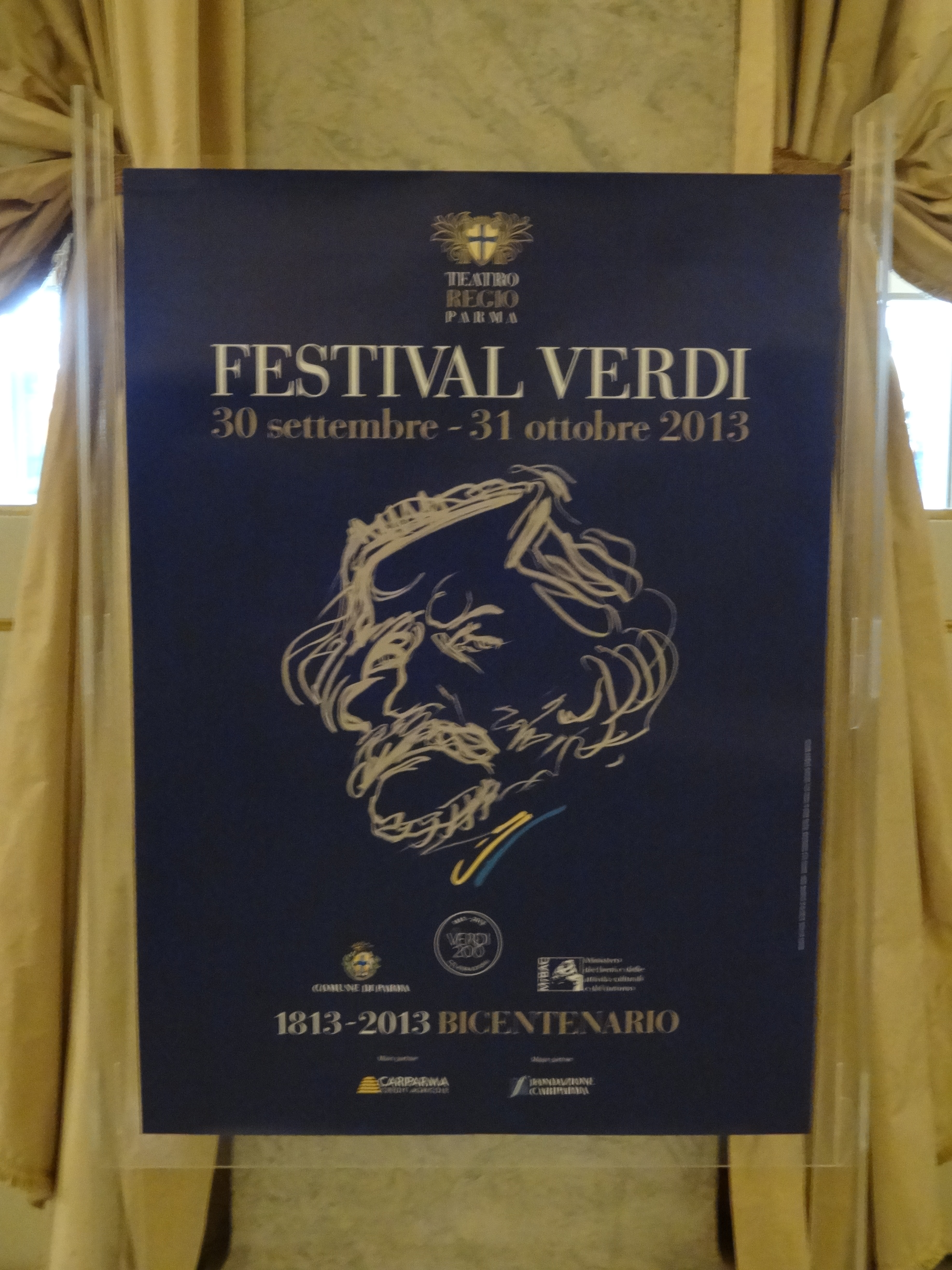
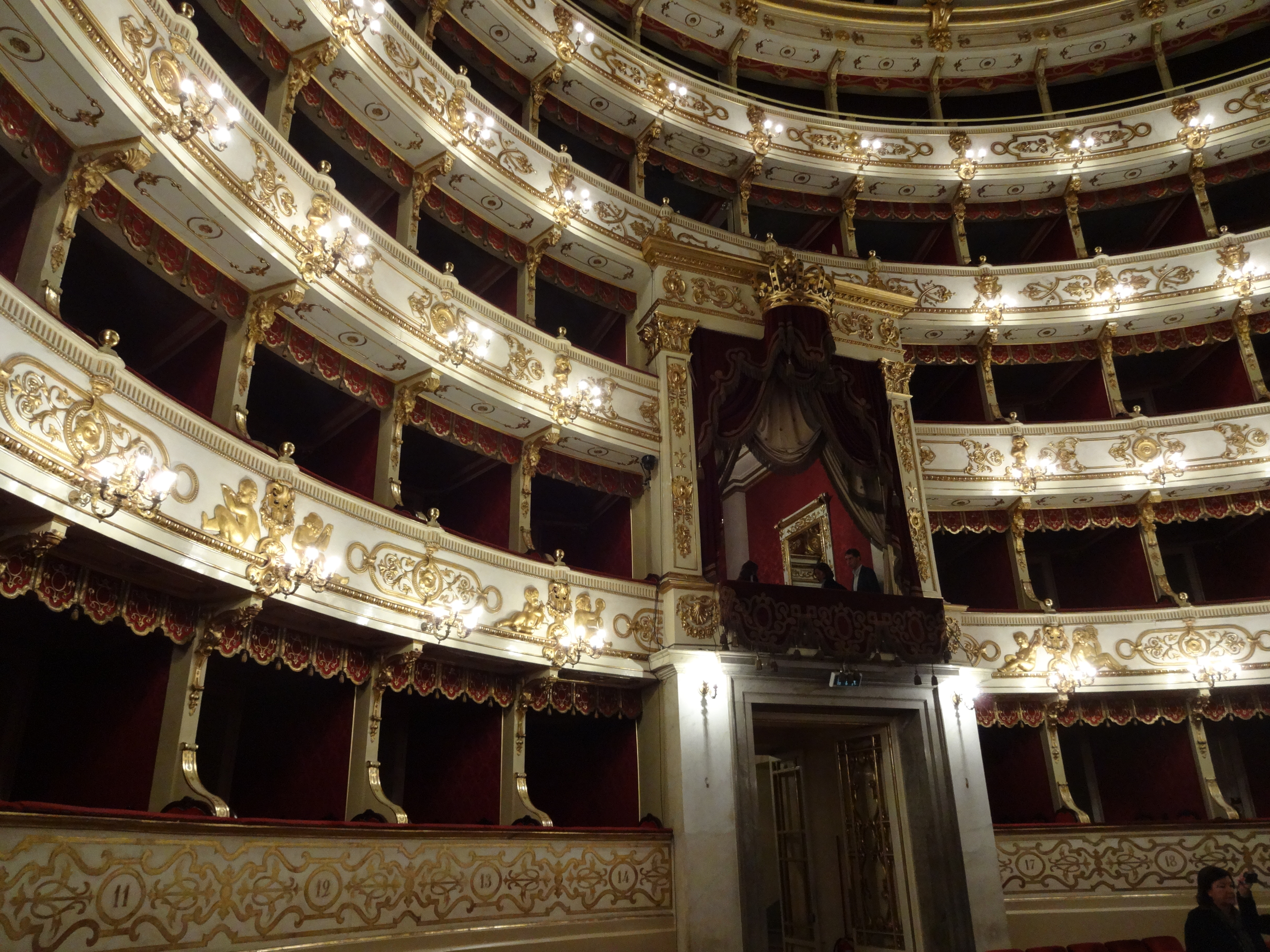
内部